# VR-Bank Main-Rhön
Die VR-Bank Main-Rhön eG ist eine Genossenschaftsbank mit Sitz in Schweinfurt, Bayern.

## Geschichte
Die Gründung der jeweiligen Banken erfolgte in Arnstein bzw. in Ostheim vor der Rhön.
Seitdem kam es zu zahlreichen Fusionen und einigen Umfirmierungen. Im Jahr 2021 fusionierten die Volksbank Raiffeisenbank Rhön-Grabfeld eG und die VR-Bank Schweinfurt eG zur heutigen VR-Bank Main-Rhön eG mit Sitz in Schweinfurt.

## Rechtsgrundlage
Rechtsgrundlagen der Bank sind ihre Satzung und das Genossenschaftsgesetz. Die Organe der Genossenschaftsbank sind der Vorstand, der Aufsichtsrat und die Vertreterversammlung. Die Bank ist der amtlich anerkannten BVR Institutssicherung GmbH und der zusätzlichen freiwilligen Sicherungseinrichtung des Bundesverbandes der Deutschen Volksbanken und Raiffeisenbanken (BVR) angeschlossen.

## Engagement
Die VR-Bank Main-Rhön eG unterstützt Vereine, Gemeinden, Schulen sowie kirchliche und soziale Einrichtungen in der Region durch Spenden.
Im Jahr 2016 wurde die VR-Bank Schweinfurt-Stiftung gegründet. Die Stiftung  wird ehrenamtlich von Vorständen und Prokuristen der Bank geleitet und geführt. 

## Genossenschaftliche Finanzgruppe Volksbanken Raiffeisenbank
Die Bank ist Teil der genossenschaftlichen Finanzgruppe Volksbanken Raiffeisenbanken und Mitglied beim Bundesverband der Deutschen Volksbanken und Raiffeisenbanken (BVR) sowie dessen Sicherungseinrichtung. Der gesetzliche Prüfungsverband ist der Genossenschaftsverband Bayern e.V. (GVB).
- Bausparkasse Schwäbisch Hall
- Union Investment
- R+V Versicherung
- easyCredit (Teambank)
- DZ BANK
- DZ Privatbank
- VR Smart Finanz
- Münchener Hypothekenbank
- VR Immobilien & Service GmbH
- Immobilienverwaltung Frank GmbH

## Geschäftsgebiet
Das Geschäftsgebiet der VR-Bank Main-Rhön eG erstreckt sich von Südthüringen über die Rhön bis in die Main-Region.

## Struktur der Bank
Innerhalb ihres Geschäftsgebietes betreibt die VR-Bank Main-Rhön eG einen Verwaltungssitz, 18 Filialen, 6 Beratungsfilialen und 8 SB-Filialen.